# West Heslerton
West Heslerton – wieś w Anglii, w hrabstwie North Yorkshire, w dystrykcie (unitary authority) North Yorkshire. Leży 40 km na północny wschód od miasta York i 298 km na północ od Londynu.